# 평해역
평해역(Pyeonghae station, 平海驛)은 경상북도 울진군 평해읍에 있는 동해선의 철도역이다.

## 연혁
- 2025년 1월 1일 : 개통
- 2025년 12월 : KTX-이음 운행 개시 (예정)

## 역 구조

### 승강장
| ↑ 후포 |
| １     |
| 기성 ↓ |

| 1 | 동해선 | 누리로 · ITX-마음 | 부전 · 강릉 방면 |

## 역 주변
- 평해초등학교
- 평해향교 대성전

## 인접한 역
| 동해선                  | 동해선          | 동해선         |
| ----------------------- | --------------- | -------------- |
| 후포 동대구 · 부전 방면 | ITX-마음 동해선 | 기성 강릉 방면 |
| 후포 부전 방면          | 누리로 동해선   | 기성 강릉 방면 |